# Amblypodia basalus
Amblypodia basalus är en fjärilsart som beskrevs av William Chapman Hewitson. Amblypodia basalus ingår i släktet Amblypodia och familjen juvelvingar. Inga underarter finns listade i Catalogue of Life.